# Bond Street
Bond Street je obchodní ulice ve čtvrti Mayfair v londýnském obvodu Westminster na jih od Oxford Street a na sever od Piccadilly. Bond Street je obchodním centrem módního oblečení již od 18. století a zboží prodávané na této ulici patří exkluzivnějším značkám než na okolních Oxford Street a Regent Street. Ve skutečnosti existují dvě části – New Bond Street a Old Bond Street, ale toto rozdělení se v běžném životě nepoužívá.
Ulice dostala jméno po siru Thomasi Bondovi, čelném představiteli sdružení stavebníků, který roku 1863 koupil na Piccadilly Claredon House. Dům nechal zbořit a v okolní oblasti začal stavět. Postavil také blízkou Dover Street a Albemarle Street. V té době byla výstavba ve čtvrti Mayfair teprve v počátcích. Postup stavebních prací směřoval od jihu na sever, což vysvětluje označení jednotlivých částí Bond Street.
V určitém období byla tato ulice známá jako sídlo exkluzivních obchodníků s uměním, soustředěných kolem kanceláře aukční společnosti Sotheby's, která zde sídlila více než sto let. V současnosti větší část ulice lemují módní butiky a klenotnictví nejznámějších světových značek. V ulici se také nachází netradiční socha Winstona Churchilla a Franklina D. Roosevelta, kteří jsou zachyceni sedíce na lavičce v družném rozhovoru.
V posledním době vznikla asi dva kilometry od Bond Street Sloane Street ve čtvrti Knightsbridge, která tvoří pro Bond Street (resp. pro butiky a obchody na Bond Street) konkurenci.